# Kerbogha
Kerbogha (Arabisch;كربغا ,Turks; Kürboğa, overleden 1098) was een atabeg of gouverneur van Mosoel gedurende de Eerste Kruistocht. 
In 1098 kwam Kerbogha te horen, dat de kruisvaarders het Beleg van Antiochië waren begonnen. Hij verzamelden zijn leger en trok naar Antiochië om de stad te bevrijden van haar belegeraars. Rond de periode dat hij arriveerde (tussen 5 en 9 juni) waren de kruisvaarders al in het bezit van de stad gekomen, sinds 3 juni. Dit keer werden de kruisvaarders belegerd rond de stad door moslims. Gedurende het beleg werd Pieter de Kluizenaar als ambassadeur door de prinsen naar Kerbogha gestuurd voor onderhandelingen, de kruisvaarders opperden voor een duel tussen hun belangrijkste mensen. Kerbogha zag echter niet de kern van het belang in en stelde niet mee te willen doen aan dit duel.
Weken later werd er door Peter Bartholomeus geclaimd dat hij de Heilige Lans had ontdekt binnen de stad, door middel van een visioen. De ontdekking van de Lans gaf nieuwe energie aan de christelijke strijdkrachten, op hetzelfde moment heerste er verdeeldheid tussen de manschappen van Kerbogha. Onverwachts besloot Bohemund I van Taranto op 28 juni tot een aanval over te gaan, en Kerbogha werd compleet verrast. Kerbogha vluchtte terug naar Mosoel als een gebroken man en zou enkele dagen later zich van het leven hebben beroofd.